# Cencelle
Cencelle è un sito archeologico nel territorio del comune di Tarquinia (provincia di Viterbo), dove sono stati scavati i resti di una città medievale sorta alla metà del IX secolo e abbandonata in età moderna.

## Storia
Secondo quanto riportato nel Liber Pontificalis, la città venne fondata da papa Leone IV il 15 agosto dell'anno 854 per dare una sede più sicura ai cittadini di Centumcellae (Civitavecchia) e alla relativa diocesi, essendo la città colpita dalle razzie dei Saraceni sulla costa tirrenica. Il papa secondo il suo biografo avrebbe dato alla nuova città il nome di Leopoli, ma in tutti gli atti si trova, nei primi secoli, il nome di Centumcellae - civitas o castrum centumcellensis, in seguito mutato in Centucelle - Cincelle - Cencelle.
La nuova città fu fondata su una diramazione della via Aurelia, su un'altura facilmente difendibile tra il fiume Mignone e il suo affluente Melledra, che era stata occupata anticamente anche dagli Etruschi. Al momento della fondazione furono costruite le mura cittadine, una prima chiesa, sede episcopale, con annesso cimitero e abitazioni in legno, successivamente sostituite da case e palazzi in muratura. 
La chiesa principale dedicata a San Pietro venne ricostruita più grande tra la fine dell'XI e gli inizi del XII secolo.
La città venne danneggiata dal terremoto del 1349 e gli edifici vennero successivamente restaurati. Decadde progressivamente e agli inizi del XV secolo le terre risultavano secondo le fonti "distrutte e inabitate". Nella seconda metà del Quattrocento l'area cittadina fu utilizzata nell'ambito dello sfruttamento delle miniere di allume dei monti della Tolfa e nel Seicento fu probabilmente centro di un'azienda agricola..
Il sito è stato oggetto di campagne di scavo condotte dalla cattedra di archeologia medievale della Sapienza - Università di Roma di Letizia Pani Ermini a partire dal 1994, in collaborazione con diverse altre università e istituti di ricerca. In seguito a Francesca Romana Stasolla, la direzione scientifica dello scavo è passata a Giorgia Maria Annoscia. 

## Descrizione
Lo scavo si è svolto nei seguenti settori:
- I - case a schiera con bottega del fabbro
- II - quartiere residenziale
- III - quartiere artigianale presso la porta orientale
- IV - struttura difensiva presso la porta occidentale
- V - polo signorile e piazza centrale
- VI-VII - polo religioso: chiesa e cimitero
- VIII - quartiere residenziale in cima alla collina
- IX - quartiere residenziale presso la cinta muraria

La città è delimitata da una mura con torri a pianta rettangolare, dotate di tre porte. Tra la porta occidentale e la porta orientale corre la via principale (via carraria). Al centro, verso la sommità della collina la strada si apre in una piazza (platea comunis) sulla quale si affacciano a sud la chiesa di San Pietro e a nord il palazzo civico.
La chiesa di San Pietro, che ne sostituiva una più piccola precedente, fu ricostruita in forme romaniche tra la fine dell'XI secolo e gli inizi del XII. Aveva un portale centrale e tre navate, concluse da tre absidi sporgenti dal muro perimetrale. La navata centrale era pavimentata con un pavimento in stile cosmatesco, quelle laterali a lastre di tufo. Il presbiterio era rialzato al di sopra della cripta. Nella navata destra si apriva il battistero, pavimentato in lastre marmoree che reimpiegavano elementi decorativi della chiesa precedente, con fonte battesimale ottagonale. 

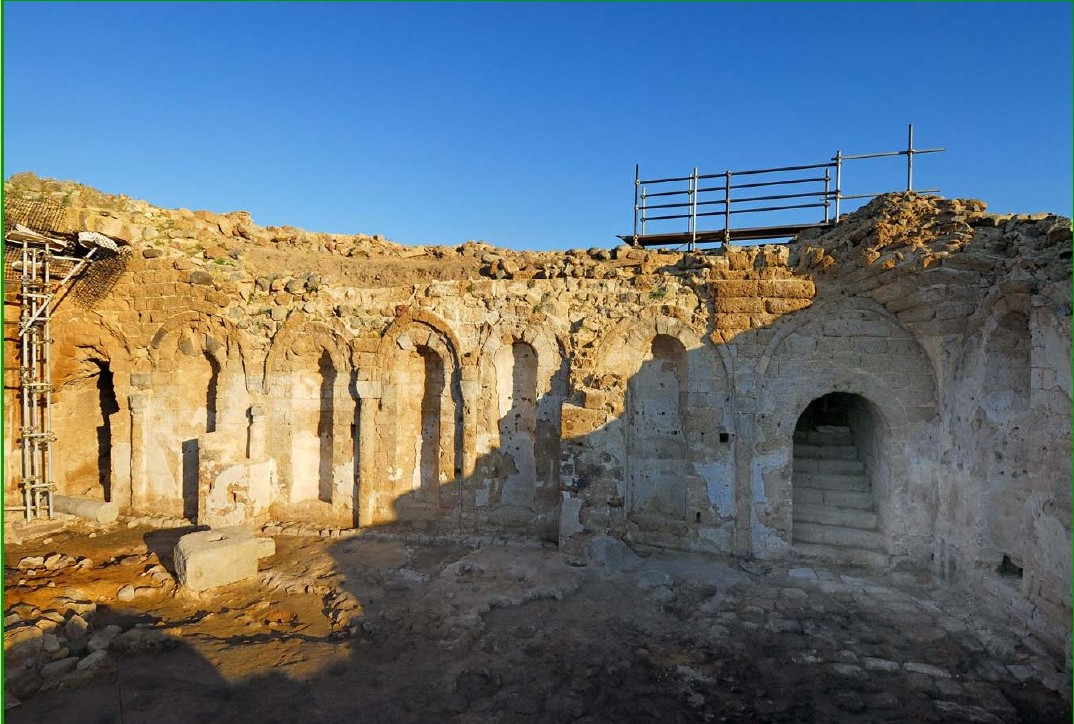
La cripta di San Pietro
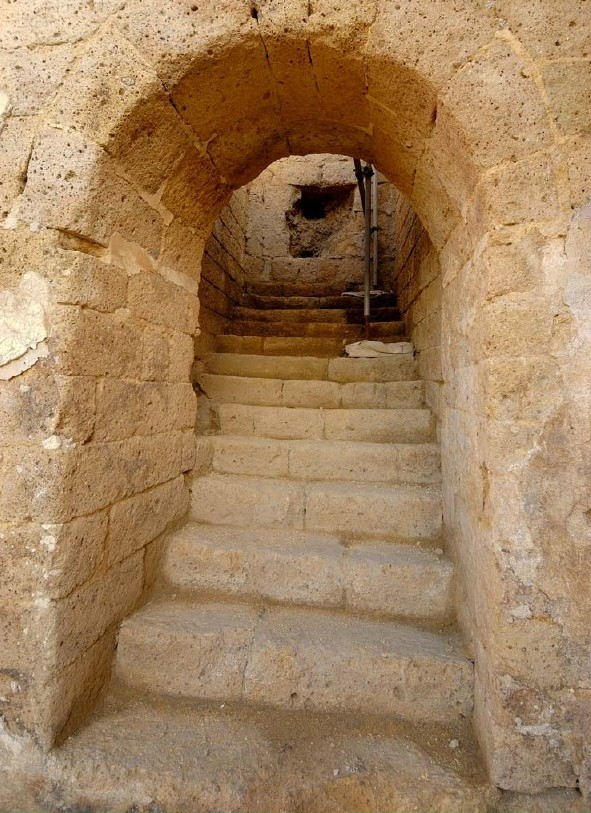
Passaggio per la cripta
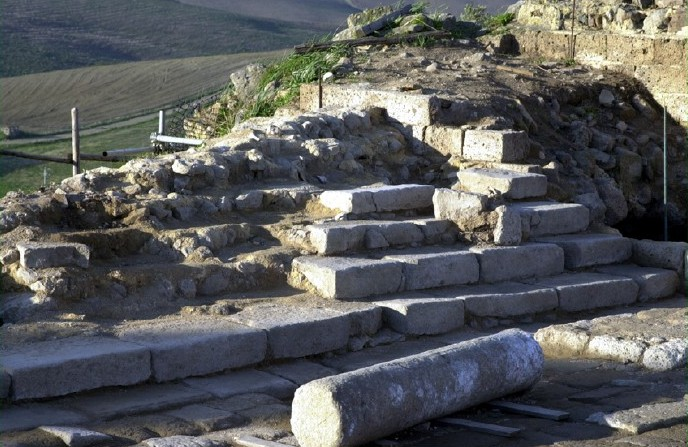
Presbiterio di San Pietro

La chiesa dovette cessare il culto tra la fine del XIV e il XV secolo: nella navata sinistra si installò una fornace per la realizzazione di campane e nella cripta degli impianti per trasformazione di prodotti agricoli.
Alcune sepolture sono testimoniate all'interno della chiesa, lungo i muri perimetrali, mentre altre si trovano in un'area ad est dell'edificio, utilizzata intensamente anche dopo la chiusura al culto dell'edificio..
Il palazzo civico si componeva di diversi corpi di fabbrica, sorti separatamente, probabilmente in parte su strutture preesistenti, e progressivamente riuniti: una torre (XII secolo), una casa-torre e un palazzo pubblico con cortile e pozzo (tra la fine del XII e gli inizi del XIII secolo), un palazzo con bottega per la produzione ceramica, ristrutturato e collegato alla torre nella seconda metà del XIII secolo. Infine alla metà del XIV secolo, forse in relazione con le riparazioni dei danni del terremoto del 1349, la bottega cessò di funzionare e il palazzo venne ristrutturato e ampliato.
Negli altri settori dello scavo sono state riportate alla luce strutture abitative e artigianali, che spesso hanno subito modifiche e trasformazioni d'uso durante la vita della città: resti di strutture lignee della prima fase dell'abitato, case a schiera e case-torri, botteghe per la lavorazione del ferro e di fabbro che si aggiungono a quella di ceramica già citata). Presso la porta occidentale della città è stata rinvenuta una struttura quadrangolare interpretata come sede del presidio a guardia della porta occidentale.